# Antoni Ławkowicz

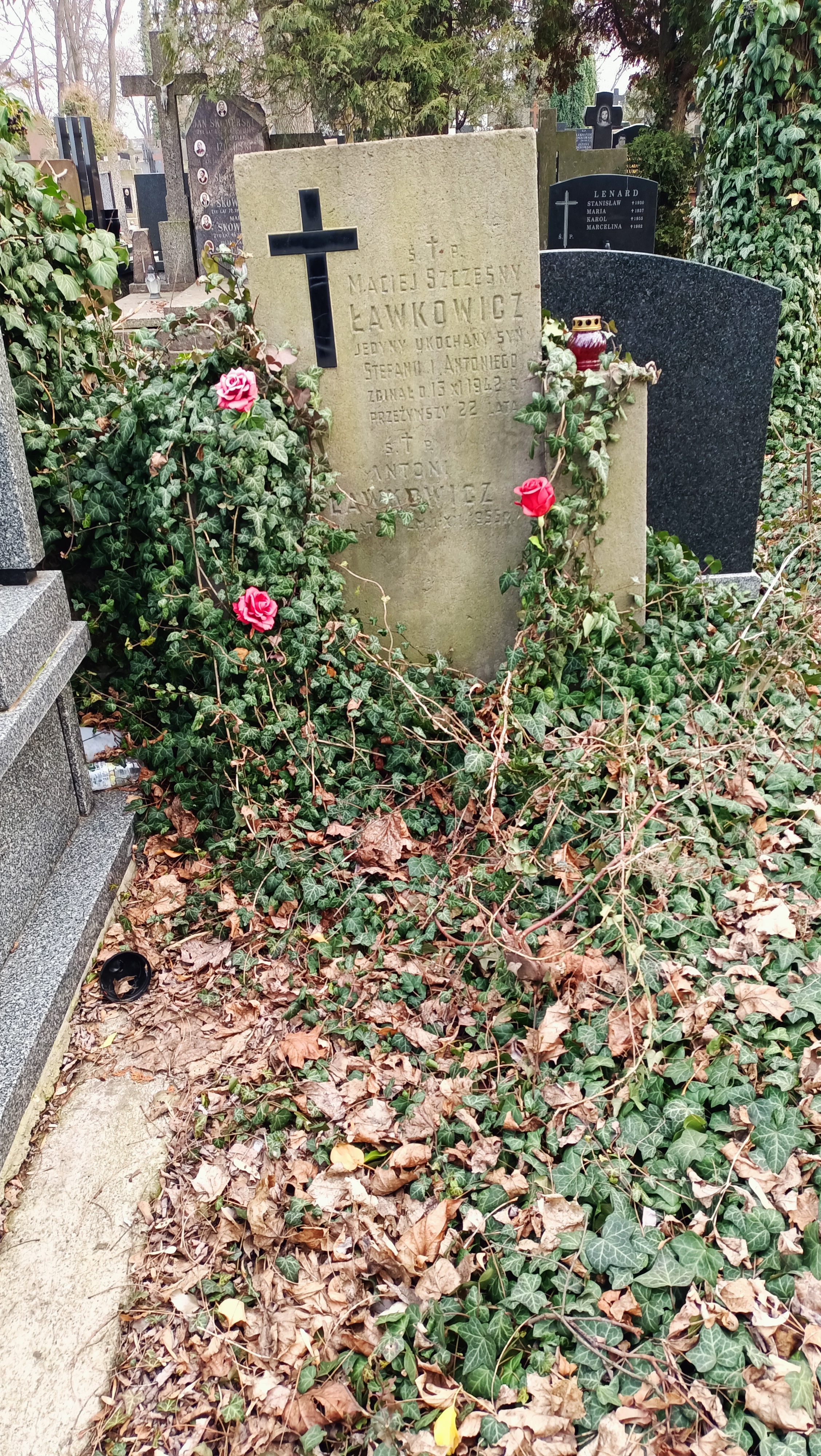
Grób Antoniego Ławkowicza na cmentarzu Bródnowskim w Warszawie

Antoni Maksymilian Ławkowicz, ps. „Niemira” (ur. 9 czerwca 1892 w Łodzi, zm. 1 grudnia lub 3 grudnia 1955 w Warszawie) – działacz polskiego ruchu socjalistycznego.

## Życiorys
W 1911 został członkiem Zarządu Centralnego Związku Młodzieży Socjalistycznej. W latach 1912–1914 został skazany i więziony kolejno w Cytadeli Warszawskiej, na Pawiaku, a także twierdzy łomżyńskiej. Podczas I wojny światowej był żołnierzem I Brygady Legionów Polskich. W sierpniu 1917 był internowany w Szczypiornie. Po 1918 pracował w kolejno w Komendzie Głównej Milicji Ludowej, Ministerstwie Pracy i Opieki Społecznej, Kasie Chorych oraz Państwowym Monopolu Spirytusowym. Od 1934 pracował jako hutnik.
Ponadto należał do Niezależnej Socjalistycznej Partii Pracy i Komitetu Warszawskiego, działał w Związku Pracowników Kas Chorych i Instytucji Ubezpieczeń Społecznych – składzie Warszawskiej Rady Związków Zawodowych. Z Niezależnej Socjalistycznej Partii Pracy wystąpił po przewrocie majowym, następnie wstępując do Polskiej Partii Socjalistycznej. Ponownie zaangażował się w działalność PPS po II wojnie światowej. W latach 1949–1951 był więziony wskutek bezpodstawnych oskarżeń.
Pochowany został na cmentarzu Bródnowskim w Warszawie (sektor: 18B, rząd: 2 numer: 19).

### Życie prywatne
Był synem Leona i Walerii z domu Bojanowicz, a także bratem Leona Ludwika Ławkowicza i Patryka Wacława Ławkowicza.